# Nuncia kershawi
Nuncia kershawi är en spindeldjursart som beskrevs av Forster 1962. Nuncia kershawi ingår i släktet Nuncia och familjen Triaenonychidae. Inga underarter finns listade i Catalogue of Life.